# Championnat du Brésil féminin de football 2013
Navigation
Édition suivante
La saison 2013 du Championnat du Brésil féminin de football (Campeonato Brasileiro de Futebol Feminino de 2013 - Série A1) est la première saison du championnat.

## Organisation
Pour le premier championnat féminin la CBF convie les vingt meilleures équipes du pays, basés sur un classement résultant des tournois sous forme de coupe qui se déroulaient auparavant.
Les vingt participants sont répartis en quatre groupe de cinq et se rencontrent une seule fois. Les deux premiers de chaque groupe sont qualifiés pour le tour suivant composé de deux groupes de quatre équipes. Les deux premiers de groupes s'affrontent ensuite avec un système d'élimination directe en matches aller-retour avec deux tours : demi-finale et finale.

## Compétition

### Première phase

#### Groupe 1
| Rang | Équipe          | Pts | J | G | N | P | Bp | Bc | Diff |
| ---- | --------------- | --- | - | - | - | - | -- | -- | ---- |
| 1    | Centro Olímpico | 12  | 4 | 4 | 0 | 0 | 14 | 4  | +10  |
| 2    | Rio Preto       | 7   | 4 | 2 | 1 | 1 | 11 | 4  | +7   |
| 3    | Duque de Caxias | 4   | 4 | 1 | 1 | 2 | 5  | 11 | -6   |
| 4    | Aliança         | 3   | 4 | 1 | 0 | 3 | 5  | 14 | -9   |
| 5    | Francana        | 2   | 4 | 0 | 2 | 2 | 5  | 7  | -2   |

#### Groupe 2
| Rang | Équipe        | Pts | J | G | N | P | Bp | Bc | Diff |
| ---- | ------------- | --- | - | - | - | - | -- | -- | ---- |
| 1    | Foz Cataratas | 7   | 4 | 2 | 1 | 1 | 8  | 5  | +3   |
| 2    | São José      | 6   | 4 | 1 | 3 | 0 | 7  | 4  | +3   |
| 3    | Vasco da Gama | 6   | 4 | 1 | 3 | 0 | 5  | 4  | +1   |
| 4    | Kindermann    | 5   | 4 | 1 | 2 | 1 | 8  | 5  | +3   |
| 5    | ASCOOP        | 1   | 4 | 0 | 1 | 3 | 2  | 12 | -10  |

#### Groupe 3
| Rang | Équipe                 | Pts | J | G | N | P | Bp | Bc | Diff |
| ---- | ---------------------- | --- | - | - | - | - | -- | -- | ---- |
| 1    | São Francisco do Conde | 10  | 4 | 3 | 1 | 0 | 10 | 1  | +9   |
| 2    | Vitória das Tabocas    | 10  | 4 | 3 | 1 | 0 | 8  | 1  | +7   |
| 3    | Caucaia                | 6   | 4 | 2 | 0 | 2 | 5  | 5  | 0    |
| 4    | Botafogo PB            | 3   | 4 | 1 | 0 | 3 | 2  | 7  | -5   |
| 5    | Mixto EC               | 0   | 4 | 0 | 0 | 4 | 2  | 13 | -11  |

#### Groupe 4
| Rang | Équipe               | Pts | J | G | N | P | Bp | Bc | Diff |
| ---- | -------------------- | --- | - | - | - | - | -- | -- | ---- |
| 1    | Tiradentes           | 9   | 4 | 3 | 0 | 1 | 20 | 10 | +10  |
| 2    | Tuna Luso Brasileira | 9   | 4 | 3 | 0 | 1 | 13 | 6  | +7   |
| 3    | Pinheirense          | 7   | 4 | 2 | 1 | 1 | 11 | 6  | +5   |
| 4    | Iranduba da Amazônia | 3   | 4 | 1 | 0 | 3 | 8  | 10 | -2   |
| 5    | EC Viana             | 1   | 4 | 0 | 1 | 3 | 5  | 25 | -20  |

### Deuxième phase

#### Groupe 1
| Rang | Équipe                 | Pts | J | G | N | P | Bp | Bc | Diff |
| ---- | ---------------------- | --- | - | - | - | - | -- | -- | ---- |
| 1    | São José               | 15  | 6 | 5 | 0 | 1 | 14 | 4  | +10  |
| 2    | Centro Olímpico        | 13  | 6 | 4 | 1 | 1 | 18 | 6  | +12  |
| 3    | São Francisco do Conde | 4   | 6 | 1 | 1 | 4 | 3  | 17 | -14  |
| 4    | Tuna Luso Brasileira   | 3   | 6 | 1 | 0 | 5 | 7  | 15 | -8   |

#### Groupe 2
| Rang | Équipe              | Pts | J | G | N | P | Bp | Bc | Diff |
| ---- | ------------------- | --- | - | - | - | - | -- | -- | ---- |
| 1    | Foz Cataratas       | 13  | 6 | 4 | 1 | 1 | 12 | 7  | +5   |
| 2    | Rio Preto           | 8   | 6 | 2 | 2 | 2 | 12 | 12 | 0    |
| 3    | Vitória das Tabocas | 8   | 6 | 2 | 2 | 2 | 5  | 7  | -2   |
| 4    | Tiradentes          | 4   | 6 | 1 | 1 | 4 | 12 | 15 | -3   |

### Phase finale

#### Demi finale
| Équipe          | Aller | Total | Retour | Équipe        |
| --------------- | ----- | ----- | ------ | ------------- |
| Rio Preto       | 3 - 4 | 7 - 8 | 4 - 4  | São José      |
| Centro Olímpico | 5 - 1 | 6 - 1 | 1 - 1  | Foz Cataratas |

#### Finale
| Équipe   | Aller | Total | Retour | Équipe          |
| -------- | ----- | ----- | ------ | --------------- |
| São José | 2 - 2 | 3 - 4 | 1 - 2  | Centro Olímpico |

Centro Olimpico remporte le premier championnat féminin du Brésil.